# Pustyňa
Pustyňa, nazývaná také Kaple svatého Kříže nebo polsky Pustynia, se nachází ve Starém Bohumíně (místní část města Bohumín) u česko-polské státní hranice na pravém břehu řeky Odry v okrese Karviná v Moravskoslezském kraji.

## Historie
Antonín Josef Czimmerer/Zimmerer, syn místního starosty Eliase Czimmerera a Felix Antonín Broský, někdejší místní radní, byli v květnu 1756 přijati do III. řádu svatého Františka z Assisi a stali se laickými řeholníky. Následně se rozhodli být poustevníky. Dne 1. července 1756, žádostí prosili o udělení souhlasu ke stavbě malé poustevny v okolí Bohumína. Žádosti bylo vyhověno 29. července 1756 s podmínkou, že poustevna bude zřízena u tehdejší stávající Kaple svatého Kříže (snad z roku 1733) a zaplacena z jejich zbývajícího jmění. Poustevna neměla dlouhého trvání. V roce 1782 došlo císařským dekretem k rozpuštění III. řádu svatého Františka z Assisi a poustevna byla zrušena a v 19. století samovolně zanikla. Sousedící Kaple svatého Kříže je tradičně zaměňována s původní poustevnou a byla lidmi udržována z úcty k poustevníkům (odtud tedy pochází název Pustyňa). Každoročně se k místu konala prosebná procesí.
Po bombardování na sklonku 2. světové války zbyly z kaple jen obvodové zdi. V roce 1958 byla kaple zapsána v ústředním seznamu kulturních památek. K Pustyňi vede chodník od starobohumínského hřbitova s lípami a třešňovou alejí. U Pustyně se nachází vydlážděné ohniště s lavicemi.

## Další informace
U Pustyně začínají turistické stezky, především Naučná stezka Hraniční meandry Odry.
Poblíž se nachází Hraniční přechod Bohumín - Chałupki, hraniční přechod Starý Bohumín a také pěchotní srub MO-S 5 Na trati.
Severozápadním směrem se nacházejí polské Chałupki.